# Vamp (série télévisée)
Vamp est une telenovela brésilienne diffusé en 1991-1992 sur Rede Globo.

## Acteurs et personnages
| Acteur/Actrice     | Personnage                                |
| ------------------ | ----------------------------------------- |
| Cláudia Ohana      | Natasha Rebelo (Eugênia Queiroz)          |
| Ney Latorraca      | Conde Vladimir Polanski (Otavinho Freire) |
| Reginaldo Faria    | Capitão Jonas Rocha (Felipe Rocha)        |
| Joana Fomm         | Carmem Maura de Araújo Góes               |
| Nuno Leal Maia     | Jurandir Figueira (Padre Garotão)         |
| Aída Leiner        | Branca                                    |
| Aleph Del Moral    | Rubinho (Rubens de Araújo Góes)           |
| Amora Mautner      | Paula Sousa                               |
| André Gonçalves    | Matosinho                                 |
| Bel Kutner         | Scarleth de Araújo Góes                   |
| Bete Coelho        | Jezebel                                   |
| Bia Seidl          | Soninha                                   |
| Carol Machado      | Dorothy de Araújo Góes                    |
| Daniela Camargo    | Lena (Helena de Araújo Góes)              |
| Evandro Mesquita   | Simão                                     |
| Fábio Assunção     | Lipe (Felipe Ramos Rocha)                 |
| Felipe Pinheiro    | Antônio Rodrigues Giron                   |
| Fernanda Rodrigues | Isa (Isabel Ramos Rocha)                  |
| Flávio Silvino     | Matosão                                   |
| Francisco Milani   | Max                                       |
| Frederico Mayrink  | Pedro                                     |
| Guilherme Leme     | Gerald Lamas                              |
| Henrique Farias    | Nando (Fernando Ramos Rocha)              |
| Igor Lage          | Pingo                                     |
| Inês Galvão        | Joana                                     |
| João Rebello       | Sig (Sigmund de Araújo Góes)              |
| Jonas Torres       | Daniel Rocha                              |
| José Paulo Jr.     | Tico (Henrique Ramos Rocha)               |
| Juliana Martins    | Esmeralda                                 |
| Luciana Vendramini | Jade Ramos Rocha                          |
| Marcelo Picchi     | Moreira                                   |
| Marcus Alvisi      | Padre Estevão                             |
| Marcos Breda       | Rafael/Diogo Queiroz                      |
| Marcos Frota       | Augusto Sérgio                            |
| Norma Geraldy      | Hemengharda                               |
| Oswaldo Louzada    | Padre Eusébio                             |
| Otávio Augusto     | Osvaldo Matoso                            |
| Patrícya Travassos | Mary Ramos                                |
| Hilda Rebello      | Hermínia                                  |
| Jorge Cherques     | Frei Bartolomeu                           |
| Pedro Vasconcelos  | João Ramos Rocha                          |
| Rodrigo Penna      | León de Araújo Góes                       |
| Tony Tornado       | Pai Gil                                   |
| Vera Holtz         | Mrs Alice Penn Taylor Smith               |
| Vera Zimmerman     | Marina                                    |
| Zezé Polessa       | Sílvia Sousa                              |
| Paulo José         | Ivan Sousa                                |
| Cleyde Yáconis     | Virgínia Ramos                            |
| Paulo Gracindo     | Arlindo Maranhão (Cachorrão)              |
| Giulia Gam         | Lucia T.                                  |

## Diffusion
- Rede Globo (1991-1992, émission originale) / Canal Viva (2011, rediffusion)
- Azteca
- RCTV (1994, avec le titre Vampi)
- Canal 13
- Canal 13 RPC
- Saeta TV Canal 10

### Sources
- (pt) Cet article est partiellement ou en totalité issu de l’article de Wikipédia en portugais intitulé « Vamp (telenovela) » (voir la liste des auteurs).